# Croton pseudoglabellus
Croton pseudoglabellus är en törelväxtart som beskrevs av Cyrus Longworth Lundell. Croton pseudoglabellus ingår i släktet Croton och familjen törelväxter. Inga underarter finns listade i Catalogue of Life.